# Lamas (Macedo de Cavaleiros)
Lamas ist eine Gemeinde (Freguesia) im portugiesischen Kreis Macedo de Cavaleiros. In ihr leben 238 Einwohner (Stand 19. April 2021).